# 袋鼠肉

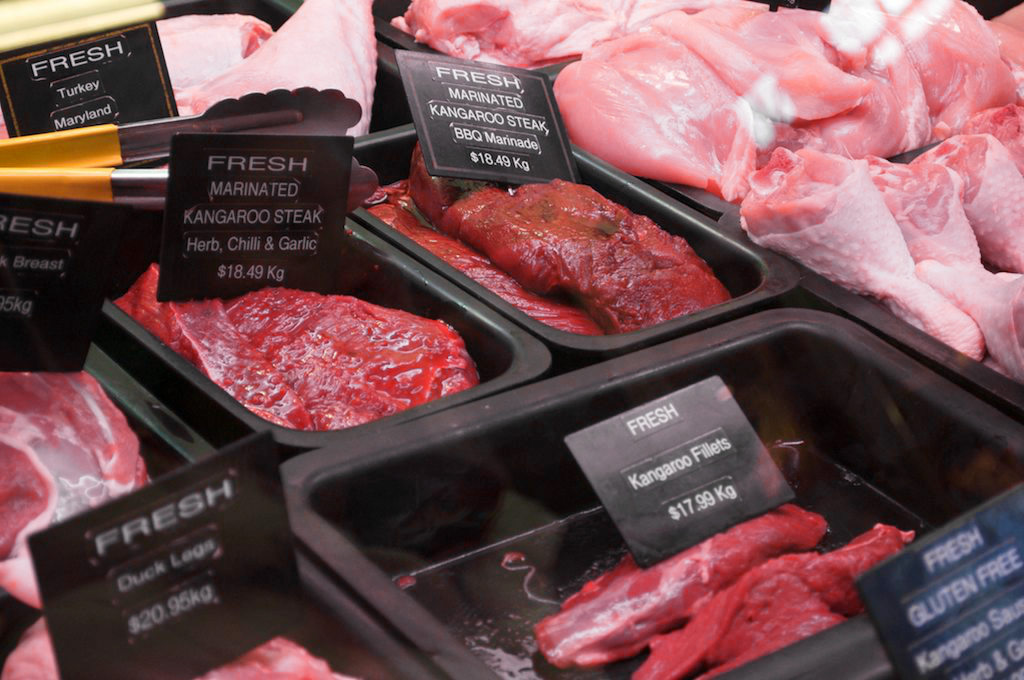
在墨爾本維多利亞市場售賣的袋鼠肉

袋鼠肉主要產地為澳大利亞，源自野生的袋鼠。據2010年統計，袋鼠肉出口到55個國家。食用袋鼠肉在澳大利亞其實並不普及，據2008年的調查顯示，僅有14.5%的澳大利亞家庭每年吃四次以上的袋鼠肉，半數澳大利亞人從來沒吃過袋鼠肉，20%不打算嘗試吃袋鼠肉。主要原因可能是袋鼠肉的口感和牛肉有点相似，但没有牛肉吃起来嫩，而且膻味很重。

## 生產
袋鼠肉多數來自野生的袋鼠，是「袋鼠清理計劃」下的副產品。雖然大部分袋鼠科的動物都受到法律保護，少數大型品種由於數量太多，法例是容許商業獵殺的，肉和皮毛會被合法買賣。此政策受動物保護主義者的批評，同時亦獲生態學家的支持。

## 營養
歷史上，袋鼠肉一直是澳大利亞土著的主要蛋白質來源。袋鼠肉是高蛋白質低脂肪（約2%）的肉類，是已知肉类中含共轭亚油酸最多的，具有抗癌和抗糖尿病、預防动脉粥样硬化等特性。

## 菜色

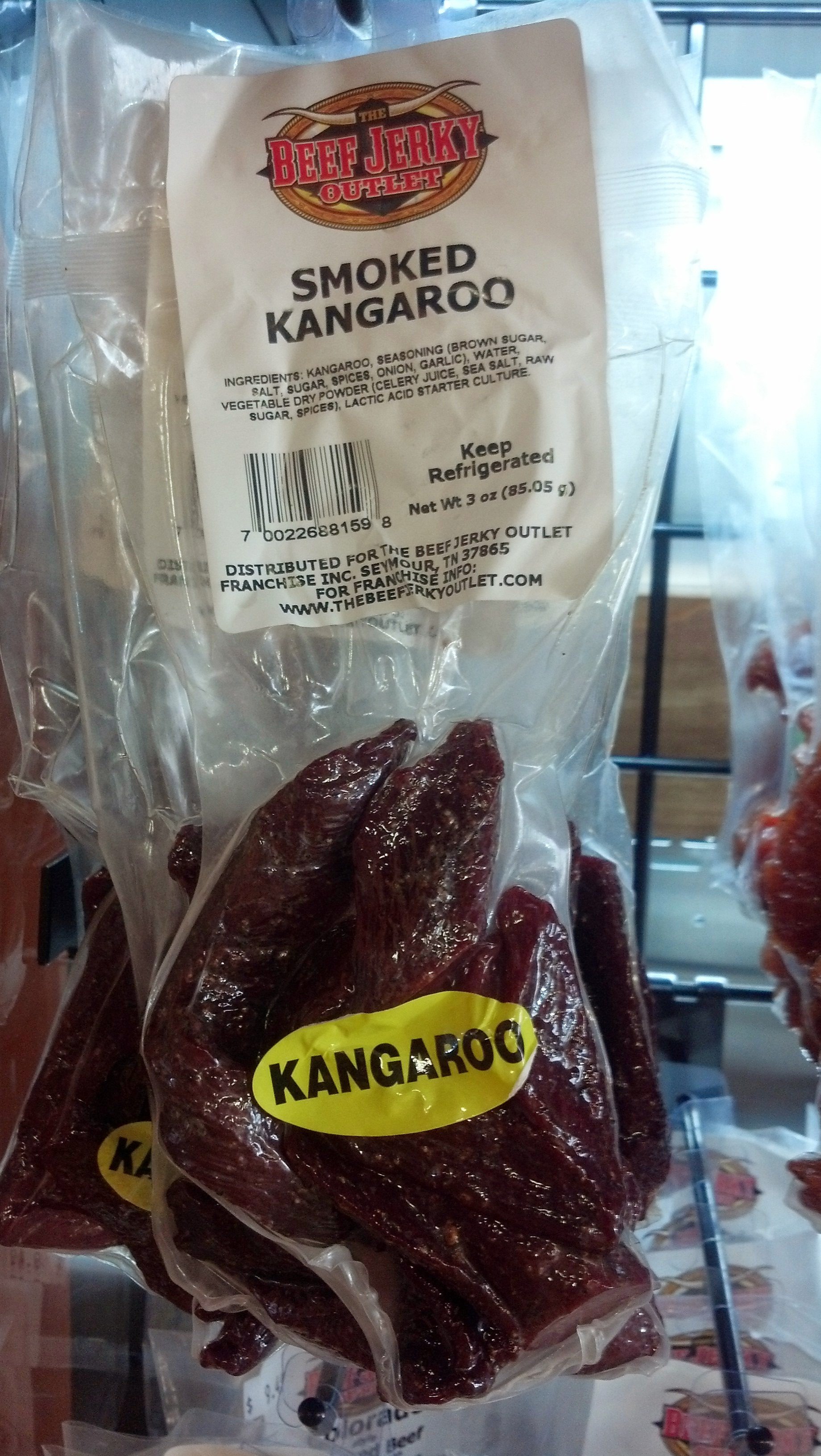
在美國售賣的煙燻袋鼠肉乾

- 袋鼠肉漢堡
- 袋鼠肉餡餅
- 袋鼠肉乾
- 紅酒燴袋鼠尾
- 合桃首乌袋鼠尾汤

## 袋鼠肉部位及时和的烹饪方法
很多专业的澳大利亚厨师认为烹饪袋鼠肉，宜多选用腿部、尾巴、腰部和背部的肌肉，其中袋鼠腿部与臀部衔接处的肌肉最为优质，而在超市里能买到的常见袋鼠肉部位有：
- 里脊肉（Tenderloin Fillet）：来自袋鼠脊椎底部，肉质柔软，适合用炖煮、腌制等方式烹饪；
- 腿部关节处（Knuckle）和臀部（Rump）周围的肌肉：适合日常烹饪方法，如煎炒，烤煮，烟熏，腌制等；
- 尾部（Tail）：适合慢火炖煮。[13]